# Ford Five Hundred
Ford Five Hundred (рус. Форд Файв Хандрид) (кодовое имя D258) — полноразмерный седан, выпускавшийся компанией Ford Motor Company в Северной Америке с 2005 по 2007 год. Автомобиль получил своё название в честь классических моделей Fairlane 500 и Galaxie 500 1950-х и 1970-х годов.
Five Hundred был представлен в 2004 году в Детройте на Североамериканском международном автошоу (North American International Auto Show). Выпуск автомобиля начался 12 июля 2004 года в Чикаго, где производился преимущественно Ford Taurus четвёртого поколения, и стал доступен для массового покупателя в сентябре этого же года. Так как в классе средних авто на смену Taurus пришёл Ford Fusion (представленный в 2005 году), Five Hundred тоже в некотором роде стал преемником «Тауруса», поскольку заменил его выпуск на сборочной линии в Чикаго.
Производство Five Hundred, наряду с Ford Taurus X и Mercury Montego, было прекращено в июне 2007 года. После Североамериканского автошоу в 2007 году, Five Hundred был переименован в Ford Taurus пятого поколения (2008), название которого было возвращено в продаваемую линейку после годичного забвения. Предыдущий «Таурус», использовавший другое шасси и был в категории автомобилей среднего класса, был доступен в свободной продаже Канады до 2007 года, без существенных изменений с 2006-го модельного года.
Обновлённый Ford Five Hundred начал продаваться на Среднем Востоке начиная с 2008 года. Тем не менее, «Форд» не продавал Ford Taurus пятого поколения в Мексике, оставив там в качестве полноразмерных седанов Chrysler 300/Dodge Charger.

## Дизайн
Ford Five Hundred переднеприводной полноразмерный автомобиль (full-size). Он длиннее своих прямых конкурентов (таких как Chevrolet Impala и Toyota Avalon), но всё же короче, чем Ford Crown Victoria. Отделка салона изобилует деталями из углеродистого волокна, и так и деталями «под дерево».
3,0-литровый двигатель Duratec 30 V6 дополняется 6-ступенчатой автоматической коробкой передач, на машину ставятся 17-дюймовые шины Continental (SE и SEL версии), на Limited версию ставят 18-дюймовые спортивные шины Pirelli. Система полного привода (AWD) была позаимствована с Volvo XC90.
Машина основана на платформе Ford D3 (она также известна, как Volvo P2), на которой созданы Volvo S60, S80, XC70, и XC90 SUV. Эта платформа использовалась для Mercury Montego (не доступным в Канаде), ставшим базой для кроссовера Ford Freestyle.
Несмотря на то, что машина была спроектирована с удобствами большого автомобиля, в ней были использованы решения, позволившие обеспечить в среднем более низкий расход топлива. Он получился высоким седаном, давая водителю практически столько же места и обзора на дорогу, как и у кроссоверов. Помимо этого Five Hundred имел весьма объёмный багажник, больший чем у своих конкурентов. В краш-тестах IIHS и NHTSA автомобиль получил высокие оценки.